# Willernie, Minnesota
Willernie là một thành phố thuộc quận Washington, tiểu bang Minnesota, Hoa Kỳ. Năm 2010, dân số của thành phố này là 507 người.

## Dân số
- Dân số năm 2000: 549 người.
- Dân số năm 2010: 507 người.